# زلزال أسمرة 1915
زلزال أسمرة 1915 هو زلزالٌ وقعَ في أسمرة في إريتريا بتاريخ 23 سبتمبر 1915. وبلغت قوة الزلزال 6.2 وأقصى شدة محسوسة هي VI (قوية) على مقياس ميركالي للشدّة.